# Strippergate
Als Strippergate werden die Auswirkungen bezeichnet, die die Veröffentlichung einer Tonbandaufnahme aus dem Jahr 2015 im Januar 2018 hatte. Die Aufnahme dokumentiert ein Gespräch zwischen dem alkoholisierten Sohn Benjamin Netanyahus und dessen Freund und enthält unter anderem die Bitte um Geld, um eine Stripperin zu bezahlen, und einen Hinweis auf einen möglichen Korruptionsfall in Milliardenhöhe.

## Hintergrund
Yair Netanyahu fiel bereits 2017 negativ auf, als er ein Meme mit „explizit antisemitischen Elementen“ teilte, so Israels Anti-Defamation League. Avi Gabbay, Führungsspitze der israelischen Partei Awoda, fand es „ausgesprochen traurig“, dass ein Meme, das das Oberhaupt des KKK befürwortet, geteilt wird. Benjamin Netanjahu steht im Mittelpunkt zweier Untersuchungen, die möglichen Betrug, Bestechung und Untreue investigieren. Der Premierminister bestreitet jegliches Fehlverhalten.

## Inhalt
Der israelische Nachrichtensender Channel 2 veröffentlichte am 9. Januar 2018 ein Tonband aus dem Jahre 2015, auf dem Yair Netanyahu, Benjamin Netanyahus Sohn, über Politik und Frauen spricht.

### Ölmagnat
Die Times of Israel berichtete, dass Yair Netanyahu den Sohn des Ölmagnaten Koby Maimo um 100 Dollar für eine Stripperin bat. Sie zitiert: „Bro, du musst mich verstehen. Mein Vater hat einen tollen Deal für deinen Vater ausgehandelt, Bruder. Er hat in der Knesset dafür gekämpft, gekämpft, Bruder“. Laut Associated Press soll er wegen des geliehen Geldes aus dem Stripclub Folgendes gesagt haben: „Mein Vater hat 20 Milliarden Dollar für deinen Vater arrangiert, und du weinst wegen 400 Schekel.“ Laut CNN handelte es sich bei diesem Gespräch um einen Vorschlag, die Erschließung von Erdgasbohrungen zwischen privaten und staatlichen Unternehmen aufzuteilen. Kritiker verdammten dies als ein Zeichen für Korruption.

### Frauen
Netanyahu und seine Freunde machten herabsetzende Kommentare über Frauen, darunter Stripperinnen, Kellnerinnen und seine Freundin.

## Reaktionen
Yair Netanyahu entschuldigte sich für sein Verhalten und meinte, dies würde nicht widerspiegeln, wer er wirklich sei oder wie er erzogen worden sei. Benjamin Netanyahu kritisierte Channel 2 für die Veröffentlichung des Tonbandes.
Ein oppositioneller Abgeordneter appellierte an den Generalstaatsanwalt, die Sicherheitsbedürfnisse von Yair Netanyahu zu untersuchen. Er sagte, es sei „schändlich, dass öffentliche Gelder eine Kultur der Ausbeutung von Frauen finanzierten“. Der Knesset-Abgeordnete Eitan Cabel kommentierte: „Selbst große Kinder sagen, was sie zu Hause hören.“